# イブン・ハイサム

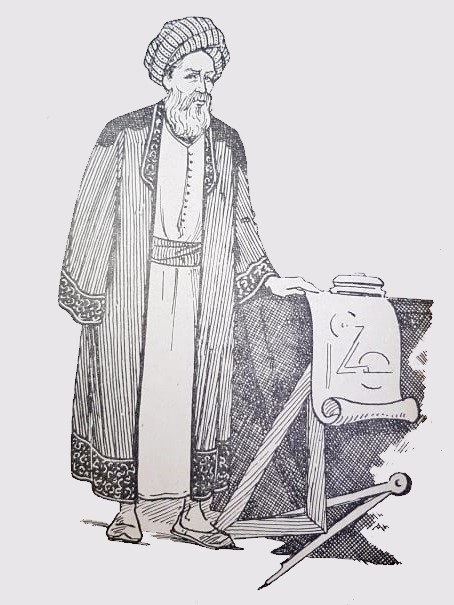
イブン・ハイサムのイメージ像

イブン・ハイサム（ابن الهيثم, Ibn al-Haytham もしくは Ibn al-Haitham, イブン・アル＝ハイサム, ラテン名: アルハゼン）は、イスラム圏の数学者、天文学者、物理学者、医学者、哲学者、音楽学者（965年 - 1040年）。
イブン・ハイサムは光学の諸原理の発見と科学実験手法の発展に対し、近代科学へ重要な貢献をした人物である。また彼が残した光学に関する書物、レンズや鏡を使った屈折や反射の実験などから「光学の父」ともみなされている。「アルハゼンの定理」や月のクレーター「アルハゼン」は彼にちなむ。

## 名前
フルネームはアブー・アリー・アル＝ハサン・イブン・アル＝ハサン・イブン・アル＝ハイサム（Abū ‘Alī al-Ḥasan ibn al-Ḥasan ibn al-Haytham, أبو علي الحسن بن الحسن بن الهيثم）で、直訳は「アリーの父こと、アル＝ハイサムの息子（≒アル＝ハイサム家の者）であるアル＝ハサンの息子たるアル＝ハサン」。
日本語では「イブン・アル＝ハイサム」または定冠詞アル＝を省いた「イブン・ハイサム」表記が多く見られる。
西洋ではファーストネームであるアル＝ハサンのラテン語風発音であるアルハゼン、アルハーゼン（Alhacen 、Alhazen）の名で知られていた。ただし本名に関しては異説があり、アル＝ハサンではなくムハンマドとも言われている。
イラクの都市バスラ出身であったことから「アル＝バスリー」（al-Baṣrī, البصري, 「バスラ出身の（人）」の意）とも呼ばれていた。
なお「イブン・アル＝ハイサム」は学者本人のファーストネームやその父の名前だと言われている「アル＝ハサン」ではなくアラブ世界で多用される出自表示方法で、名字に相当する部分を「イブン・アル＝ハイサム」という形式で表現しているもの。「アル＝ハイサムの息子」という直訳になるがここではイブンは実父以外の先祖の名前が入る事例であり、アル＝ハイサムは実父ではなく数代前の祖先の名前で、「アル＝ハイサム家（出身者）」といった意味で使われる家名・名字相当部分となっている。

## 生涯

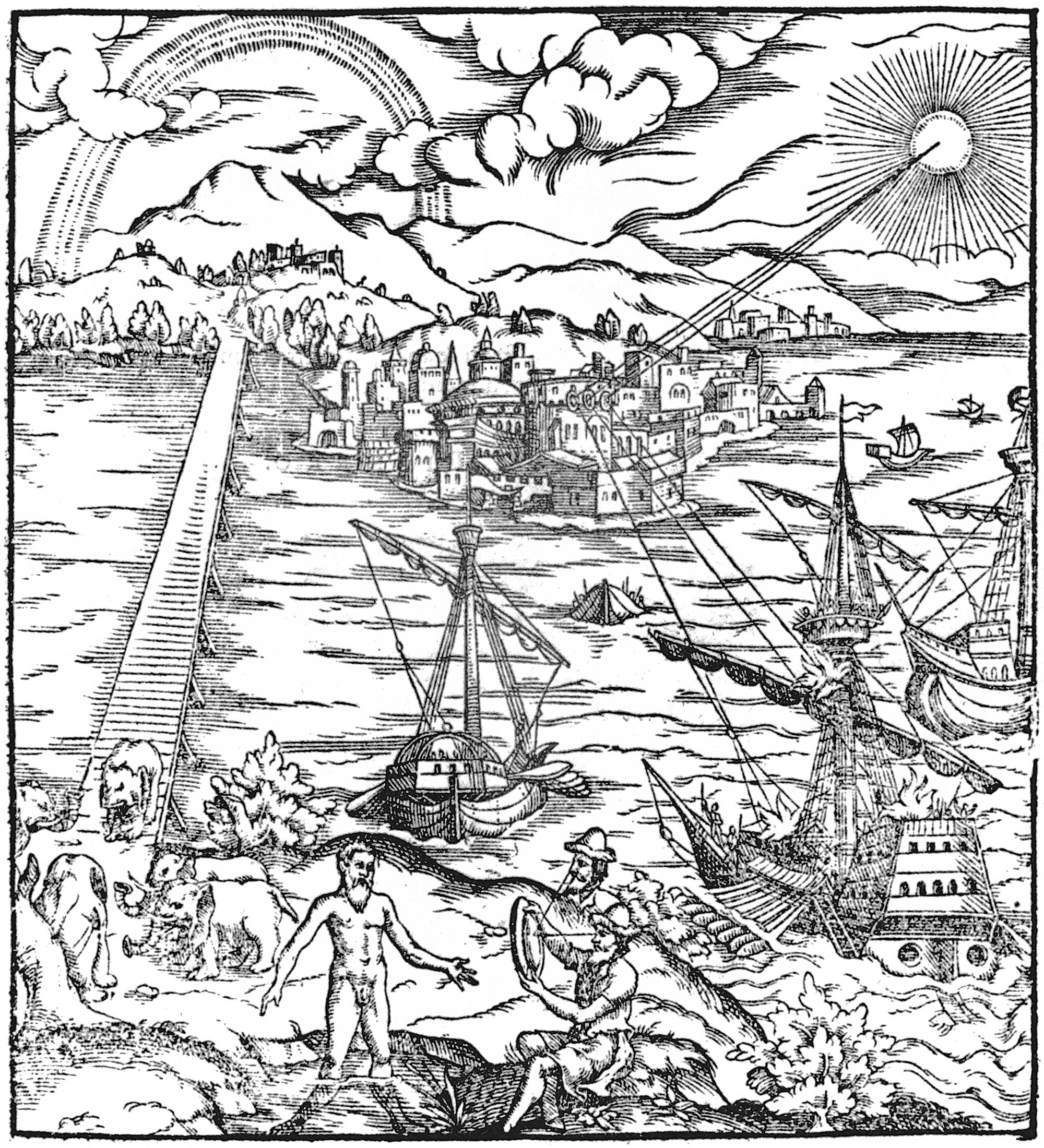
1572年にラテン語に翻訳されたイブン・ハイサム（アルハゼン）の書 Thesaurus opticus （光学の書）の表紙。太陽光を集めてシラクサ沖の軍艦を燃やすアルキメデスの装置が描かれている

イブン・ハイサムは光学理論の研究、および科学研究の実践や手法に関して重大な貢献をした、史上最も偉大な科学者の一人である。
イブン・ハイサムの伝記には不明な部分が多い。彼はアッバース朝時代の965年にバスラで生まれた。父親は官吏を務めており、息子に地元バスラにて十分な教育を受けさせたという。
彼はバグダードで学業を修了しバスラでカーディー（裁判官）となったが、当時吹き荒れていた宗教対立・抗争の嵐の中で職を辞し学者の道へと転向。資料によっては父方おじから医学を学び医師兼官吏として宮廷で仕官していたともされている。
イラクもしくはシャーム（現在のシリア近辺）にいた頃にナイル川止水堰構想を伝え聞いたファーティマ朝カリフのハーキムによりエジプトのカイロへ招聘され移住。同地でそのまま暮らし1040年に死去、埋葬されたものと見られる。

### ファーティマ朝カリフによるエジプト招聘
後世の伝記によれば、学芸を保護する一方冷酷な奇人としても知られたエジプトのファーティマ朝の第6代カリフ・ハーキムによってカイロに招かれた。イブン・ハイサムが毎年氾濫を起こすナイル川治水実現に結びつく科学的見解ーアスワンに堰を作ればナイル川の流量を調節し、氾濫期か渇水期かにかかわらず水を供給できるようになるーを明らかにしたと伝え聞いたハーキムの強い希望によるものだったという。 
ハーキムはカイロ郊外の（アル＝）ハンダクと呼ばれた地でイブン・ハイサムを迎え、彼のために用意した住居まで同行。生活や警護などの援助を提供し、公的な地位も与えた。
カリフの意向を聞いたイブン・ハイサムは技術者らとナイル川を遡上しながら見て回ることにしたが、現地調査の結果自身が立てた治水構想を実現に移すことは不可能であると判断。古代エジプトに建設された数々の遺跡とその技術力、滝があるアスワン付近の難しい地形、祖国を流れるティグリス川・ユーフラテス川とは異なる荒々しいナイル川の実際の流れを目にして、自分がエジプトの地を踏まないまま机上で生み出した推論と当時の技術力ではナイル川を治めるには足りなかったと悟ったからだとも伝えられている。
治水事業を約束した形で出立したもののそれが無理だったと悟ったイブン・ハイサムは、アスワンから戻った後にハーキムに謝罪。ハーキムは自身の理論に不備があったことを正直に認めたイブン・ハイサムをその場で処刑したり国外追放したりすることはせず、謝罪を受け入れ実現が不可能である理由にも納得したように見受けられ、それなりの公職を改めて与えた。これについてはイブン・ハイサムが他国の為政者によってその才能を活用されることを防ぎ手元に置いておく目論見もあったのではないかと論じる説、シーア派であるファーティマ朝支配下にあるカイロが過ごしやすかったためイブン・ハイサム自身がそのまま逗留することを選んだのではないかといった見方もあるという。
ハーキムの真意は了解とは程遠いのではないかと考えたイブン・ハイサムはカリフの気まぐれと翻意によって殺害されることを恐れ、自らが置かれた不安定な状況と慣れない官吏職から唯一逃れられる方法としてイスラーム法上責任を問われず死刑から免れることのできる狂人になったかのようにふるまうことを選択した。
狂気を装ったものの結局は公職を剥奪。財産や書籍などの所持品も没収され、ハーキムが1021年に謎の死を遂げるまで自宅軟禁生活を送った。ハーキムによって監視の使用人をつけられていたことから狂人になったふりはハーキムが死去するまでの約10年間にわたって続けざるを得ず、カリフ死去後にようやく正気に戻ったふりができるようになり学究生活を公然と行うようになった。
軟禁されていた自宅からアズハルモスクのそばに転居。アズハル学院で講義を行い複数の学者らが彼の元で巣立っていった。また生活が楽でなかったことからエウクレイデスやプトレマイオス（著『アルマゲスト』）といった書籍の写本・翻訳などを行うなどして生計を立てながら研究に没頭したという。
外出禁止期間中に研究のための十分な時間を得て、光学、数学、物理学、薬学、および学問の分類や研究手法に関する多くの書物を著すに至った。『光学の書』もその中の一つであった。

### 著作・成果
後世に作成された彼の著作のリストをつきあせると、200弱のタイトルを数えることができ、そのうち60程度がアラビア語の写本又は断片で現存している。
その中で『كِتَابُ الْمَنَاظِرِ』（転写：Kitāb al-Manāẓir, キターブ・アル＝マナーズィル, 実際の発音：kitābu-l-manāẓir, キターブ・ル＝マナーズィル, 邦題：光学の書、1015年 - 1021年）は特に重要な著書であり、12世紀 の末から13世紀の中頃までの間に恐らくはスペインでラテン語に翻訳され、ヘブライ語、およびイタリア語に訳された。
『光学の書』を併せて計３つの著作がラテン語訳された
。
プトレマイオスの『光学』『アルマゲスト』など、古代ギリシア・古代ローマの光学・天文学・数学を批判的に継承し、画期的な成果を上げた。

### 彼の名前を冠した施設など
彼の肖像は2003年、イラクの10,000ディナール紙幣に登場したほか、テヘランに本部を置くイラン原子力庁にあるイラン最大のレーザー研究施設にも彼の名が冠されている。月のクレーター「アルハゼン」のほか、小惑星59239「アルハゼン」も彼を記念して名づけられた。

## 業績
古代ギリシア的な自然に対するアプローチには、自然学によるものと数学的な諸学によるものがあった。後者は狭義の数学（幾何学、算術、代数）の他に天文学、光学(視学)、和声学、静力学(釣り合いの学)などを含んでいた。
イブン・ハイサムは後者の専門家で、狭義の数学のほか、光学(視学)、天文学、静力学(釣り合いの学)において大きな業績があった。特に、光学における業績で名高い。
自然学と数学的な諸学のアプローチは、対象は同じでも基本的には別のものとされた。例えば「天文学は天体の運行の幾何学的な側面に関する理論であって、その原因や本性については語らない」などとされた。イブン・ハイサムは高度な数学を駆使する一方、自然学的な問題意識も重視した。

### 光学
イブン・ハイサムは、古代以来バラバラに行われてきた光や視覚に関する研究を綜合し、深め、後世の光学の研究に決定的な影響を与えた。特に視覚が光によって引き起こされることを明らかにし、新たな解析手法（点解析）を開発したことは大きな貢献であった。また、実験を効果的に多用した。屈折光学に関しては、近代以前では、数少ない包括的で信頼できる典拠の一つであった。

#### 古代の光と視覚の研究
古代ギリシア・古代ローマにおいて、光学(optica, 視学)は、ユークリッドやプトレマイオスらによって高度な幾何学的な理論となっていたが、主たる目的は視覚の説明であった。反射鏡で太陽光を一点に集める研究(焦鏡、ディオクレス（英語版）、トラレスのアンテミオス)もあったが、それらは別の学問とされた。虹、暈などの大気光学現象は、気象学で扱われ、数学的な学問の専門家による研究は残っていない。
また、視覚の原因に於いては、光は主要な原因とはされなかった。まず、ユークリッドやプトレマイオスらの光学家は、眼から放出される「視線」が対象に到達して成立するとした（外送理論（英語版））。ついで医学者ガレノスは、視覚論に眼や神経、脳の解剖学と生理学を始めて本格的に取り入れたが、彼の視覚論もまた、ある種の外送理論だった。このほか、プラトンやストア派の哲学者たちを含め、外送理論が圧倒的な多数派であった。
一方、アリストテレスは「色」が空気などの媒体を介して感覚器眼に流入することで成立するとし、視線の理論を批判した。例えば「星にまで瞬時に届く視線を考えねばならないのは不自然」といった議論は、素朴ながら分かりやすい。また、古代において、初めてまとまった感覚の理論を展開し、プトレマイオスやガレノスにも影響を与えた。だが、視覚論についてはあまり賛同者はいなかった。なお、アリストテレスにおいては、「光」とは発光体の作用によって空気などの媒質が活性化された状況のことを指す。

#### 視覚と光の関係
イブン・ハイサムは古代の幾何学的な視覚論、とりわけプトレマイオス『光学』を大いに利用しているが、「視線」の物理的な不自然さについては、アリストテレスの見解に同意した。しかしアリストテレスの視覚論にも与せず、光が物体の「色」を眼に届けるという、新たな理論を打ち出した。古代の主要な視覚論では、光は補助的な役割しか与えられなかったが、これによって光が視学で主要な場所を占めることになった。また、彼は、光線が視線と概ね同じ経路を逆向きに進むと結論し、古代の幾何学的な視覚論の成果を取り込むことができた。
また、光は視線と異なって煙や埃で経路を浮かび上がらせることができ、その性質を実験で多角的に調べることができた。例えば、外送理論への反論で、複数の視線が空気中で交錯した場合の効果を問題視する議論があった。光についても、似たような問題が考えられる。そこでイブン・ハイサムは、ロウソクから発せられる光を壁に開けた小さな穴で交じらわせたのちスクリーンに投影し、ロウソクが二本でも像は乱れないことを示した。そして、光が光源から四方に均等に放出されて直進するとして実験結果を説明した。これはカメラ・オブスクラの特殊な場合である。
視覚を光で説明した結果、古代の視覚論では問題にされなかった、眼における像の形成の問題が浮上した。光は独自の法則に従って直進するだけであるので、眼に入って適切な像を結ぶかどうかは全く自明ではない。
イブン・ハイサムは当時のガレノス流の解剖学を参考にしてこの問題に取り組んだ。しかし、当時の眼の構造論は、この目的には全く不十分であった。彼の理論では、水晶体に光を屈折させるほかに水晶体の表面に垂直な光線のみを選ぶ役割を果たさせた。また、水晶体から網膜までのプロセスは、純粋に光学的な現象とはされなかった。正立像に準拠したことを含め、古代の視覚論の基本的な構造を保つ結果となった。
しかし、問題設定や分析の手法、特に点状解析はヨハネス・ケプラー以降の視覚論でも継承される。また、眼に入射した光が屈折を経てから感知されることを証明するなど、鋭い見識を発揮しているところもある。証明の一環として、古代の視線の理論では説明できない現象を巧みな実験で示しており、彼はこの発見を視線の理論に対する、自らの理論の優位の根拠とした

#### 実験的手法
イブン・ハイサムとそれ以前の光学研究の相違点の一つには、実験の効果的な多用がある。『光学の書』に記述される実験の数はプトレマイオスのそれよりも圧倒的に数が多く、ほぼ全ての重要な論点について一々実験的な証明を付けている。実験は、光の性質に関する、自然学的な議論を避けるための手段として多用された形跡がある。それゆえに論証のためのレトリックに過ぎず、実際には実験を実行していないのではないか、という疑念はある。例えば、後に述べる屈折の実験は、様々な困難が指摘されており、どこまで実際に実行したか疑問を持たれている。だが、提示されている実験の結果は、全て健全な結果を示しており、全てが思考実験であったとは考えられない。また、彼の実験的手法と近代的な実験科学の関係については様々な議論がある。

#### 点状解析
彼の理論的な分析で鍵になったのは点状解析(point analysis) で、これは発光体やそれに照らされた物体の表面の各点から全方向に一様に光が放出され、眼の受光部の各点で感知されるとする。また、明るさは光線の密度に比例するとするとする。
この理論の一つの著しい成果はカメラ・オブスクラ(ピンホールカメラ)ある。古代から、穴の形が映される像にほとんど影響しないことが難問としてして指摘されていたが、それに明快な答えを出したのがイブン・ハイサムの『日食の形について』という論考である。本書が伝わらなかった欧州では、この問題の扱いについて当初は迷走し、イブン・ハイサムの水準に到達したのは、16〜17世期のケプラーやマウリョリコであった。

#### 反射と屈折
古代の幾何学的な視覚の理論の重要な話題に、反射や屈折による像の反転や変形の問題があった。これらの問題において、イブン・ハイサムは幾何学者としての手腕を余すことなく発揮している。
まず反射光学（catoptrics）では、球面鏡での反射に関する「アルハーゼンの問題」（en:Alhazen's problem、アルハゼンの定理）の円錐曲線を用いた解の構成方法を与え、この解を用いて球面鏡、円筒鏡および円錐鏡による像を解析した。なお、イブン・ハイサム自身は代数学と幾何的に未知な量を求める問題を別の分野の学問と考えており、この問題は純粋に幾何学的に扱っている。この「アルハーゼンの問題」は１７世紀欧州の数学者たちの興味を引き、ホイヘンスが非常にエレガントな別解を与えている。
屈折光学に於いては、入射角と屈折角の間に成り立つ定性的な関係や不等式をいくつか提示し、それらに基づいて巧妙に球面レンズによる像の拡大や収差などの、光の経路の幾何学的な性質を詳しく論じている。これらの洗練された理論は、のちにTheodoric of Freiberg(英語版)やal-Fārisī(英語版)の虹の研究の土台になる。
屈折の法則の実験的な研究は、彼の主要な業績として紹介されることがある。しかし、彼の実験のスキームには様々な難点が指摘されており、十分な精度は得られなかったと思われ、実際には実施しなかったとする見解もある。『光学の書』には、実験の結果の記載はなく、理論で用いている関係式や数値は、プトレマイオス『光学』の屈折についての数表と整合的である。ただし、プトレマイオスの実験が本質的に視線の屈折を対象にしているのに対して、イブン・ハイサムは光線の入射角や屈折角の直接の計測を意図している点は新しい。なお、プトレマイオスの数表は現代の屈折の理論の良好な近似になっており、イブン・ハイサムの用いた関係式や結論も概ね正しい。
また、イブン・ハイサムの屈折光学は、近代以前に於いては突出していることは事実である。古代でも中世でも、彼以前は、イブン・サフル（英語版）を例外として、プトレマイオス『光学』はあまり用いられず、屈折と反射の概念上の区別すら曖昧で、混乱した記述が多くなされていた。彼の『光学の書』は、屈折光学の信頼できる希少な典拠であった。
地平線近辺で天体が拡大されて見える「月の錯視」を地表面近くの水蒸気を多く含んだ大気による屈折と、心理学的な効果の双方で説明しようとした。

#### 扱われた問題の範囲
『光学の書』で扱われた題材は、概ね古代の光学(幾何学的な視覚論、視学)の範囲を超えない。実際、眼の構造論を除けば、プトレマイオス『光学』と構成を含め、大きく重なる。反射や屈折の問題に於いても、最後は視覚への影響が問題とされる。
それら以外の問題、例えば鏡やレンズによる集光、そして、アリストテレス『気象論』以来、主に気象論の対象だった虹、暈について、各々論考を著している。なお、日の出前の薄明や日没後の薄暮から大気の高さを推測した書『Liber de crepusculis』は彼の名でラテン世界に流通し、今でもイブン・ハイサムに帰する記述があるが、これは１２世紀のスペインのイスラム圏の天文学者・数学者　Ibn Muʿādh al-Jayyānī(en:Ibn Muʿādh al-Jayyānī)の著作である。
このように、イブン・ハイサムの研究はそれまで別個に扱われてきた光や視覚に拘わる様々なテーマを網羅しており、単なる視覚論から脱却した新たな光学の出発を予感させる。一方、古代の「光学」に属しないテーマは、一部の例外（光の性質を扱う第一巻三章など）を除いて、『光学の書』以外の著作でカバーしていることは注意すべきである。

#### 影響
イブン・ハイサムののち、暫くの間はその光学研究を継承するものはあまり現れなかった。特に東方イスラム世界においては言及自体が稀で、14世紀初頭になって初めてal-Fārisī(英語版)が『光学の書』に着目する。彼は注釈書Kitab Tanqih al-Manazir (The Revision of the Optics)を著し、イブン・ハイサムの光学関連の著作も「一連のテーマである」として添付した。「光」を主軸とした学問としての「光学」が明瞭に意識されていることがわかる。またal-Fārisī自身の独創的な研究も含めた。特に、その虹の研究は、イブン・ハイサムの屈折光学を発展させたもので、デカルト以前ではもっとも優れたていた。このal-Fārisīの著作はイスラム圏における光学の標準的な書物となったが、その後、同書を超える成果は現れなかった。
一方ラテン西欧では、al-Fārisīに先立って『光学の書』（光学の書）は13世紀の中頃から深く研究されるはじめる。中世の大科学者ロジャー・ベーコンの光学研究は同書の強い影響下にあり、ウィテロ, Pecham(英語版),フライベルクのデートリッヒ(英語版)といった光学理論家らが後に続いた。1250-1400年までの間には多くの写本がつくられた形跡があり、この間、14世紀には俗語であるイタリア語にも翻訳され、絵画理論家たちにも利用された。その後、本書から発展した光学書が流布したこともあり下火になるが、1572年に出版されたRisner (en:Friedrich Risner)の『Opticae Thesaurus』に改訳が収録され、これが広く流布することになる。
16世紀の終わりには、解剖学の進歩や数学的な知識の深化に支えられ、ヨハネス・ケプラーによってイブン・ハイサムの視覚論は大幅に書き換えられる。しかし、そもそも眼を光学機器として見る必要性の認識や、各点から全方位に射出される光を追いかけるという解析は、元々はイブン・ハイサム由来である。その後光学は新たな段階に入るが、デカルトにおいても若干の影響がみられる。

### 静力学および動力学
現存はしないものの、イブン・ハイサムは静力学の書を著しており、11-12世紀のハーズィニーの 『釣り合いの書』Kitāb mīzān al-ḥikma に内容の紹介がある。ただし、このレビューは、アブー・サフル・アル＝クーヒーの理論とイブン・ハイサムの理論を一体のものとして紹介しており、両者の差異はこれからは明らかではない。
このハーズィニーの要約によれば、物体が地球の中心（当時においては宇宙の中心）に向かう傾向性である重さ(thiql)を、秤ではかることが出来て場所に依存せずに決まる量waznから区別した。この「重さ」は物体の場所に依存する。例えば、梃の支点においては「重さ」は無く、支点からの距離に比例して増加する（これは梃の原理と整合する）。これを地球の中心を梃の支点に見立てるアナロジーから、「重さ」は地球の中心からの距離に依存するとした。この理論では、地球の中心では「重さ」は無くなる。
また、彼の『光学の書』では、光の反射や屈折を投射体の運動との比喩で説明している。その際、球体と壁の衝突をやや細かく分析しているが、運動を壁に垂直な方向と水平な方向に分けて各々分析したあとに重ね合わせる議論の流れは、近代的な雰囲気が漂う。まず、壁に垂直な成分は、壁に直角に球体を落としたりぶつけた場合と同様の運動になり、衝突の前後で速さは不変で向きが反転する。壁に平行な成分は、何も妨げのない運動と同じで、直進を続ける。これらの合成として、球体の反発が説明れる。ただし、以上は球体の重量を無視した分析であるとし、実際には重さの効果で上記の進路からそれるとする。この分析をもって、近代力学の諸概念を先取りしていたかのような解説がされることもあるが、彼の議論は概ね中世的なインペトゥスの理論(英語版)の枠内で理解できるものである。
このように光の反射や屈折を投射体の運動とのアナロジーで説明する理論は、『光学の書』に影響を受けた欧州中世の光学研究家が熱心に取り組んだところであり、ルネ・デカルトやアイザック・ニュートンの反射や屈折の力学的な説明もそのような伝統の中で理解することができる。

### 天文学
天文学の著作としては、『世界の配置』(“Configuration of the World”)と『プトレマイオスへの懐疑』(Doubts on Ptolemy)が重要である。
前者は当時のプトレマイオス的な天文学のモデルに基づいて、天球の三次元的な構造を描き出したもので、数学はおろか数値すらもほとんど現れず、非常に初等的に書かれている。プトレマイオスは円運動の組み合わせで惑星の複雑な運動を近似して見せたが、本書では、アリストテレス的な考えに基づき、それらの円に透明な硬い球体という、物理的な実体を与えている。ヘブライ語やラテン語に訳され、両者ともよく読まれたが、特に前者は広く読まれた。
後者は、プトレマイオスの3つの著作『アルマゲスト』『惑星仮説』『光学』の問題点を列挙したものである。『惑星仮説』への批判は、主に『アルマゲスト』との齟齬に関する点である。『アルマゲスト』批判では、理論の中で重要な役割を果たしているエカントやprosneusis、黄緯のモデルへの批判を述べた部分が歴史上重要である。これらの数学的なモデルが、硬い球体の等速回転という物理的な描像に馴染まないことが批判の根拠である。
プトレマイオス理論の問題点は、『アルマゲスト』でも一部告白されており、古代末期から中世にかけて、様々な批判があった。イブン・ハイサムの議論は、特に新規な点はなかったが、本書を含めた一連の著作で問題を包括的にそして徹底的に掘り下げたため、よく取り上げられた。この後、東方イスラム世界においてはマラーガ学派の革新的な数理天文学が生まれ、またスペインの西方イスラム世界に於いてはイブン・ルシュドやアル・ビトゥルージらが独自の天文学改革を志向した。このどちらにおいても、イブン・ハイサムの著作は参照されている。西方イスラム世界のこの議論はイブン・ルシュドのアリストテレスの著作への注釈を介してラテン欧州にも広く知られ、コペルニクスも言及している。一方、マラーガ学派の数理モデルとコペルニクスのそれは様々な類似が指摘される。
また、光学と天文学の中間にあたる著作として『月の模様について』『天の川について』といった論考がある。
アリストテレス的な宇宙観によれば、天体の組成は均一でその形状は完全な球であるとされる。これに一見して矛盾するように思われるのが、均質な球であるべき月の滲みのような模様であり、また不定形に見える天の川であった。
当時、月の模様に関しては、①地球との中間点にある何者かである②月の表面が鏡のように地表面の何かを映している、といったアリストテレス説擁護があったが、『月の模様について』で彼は、光学研究に基づいた知見を援用してそれらを論駁し、月そのものが不均一であるとしている。
また、天の川についてはアリストテレスは、大気上層部の現象だとしている。これに対しては古代のヨハネス・ピロポノスなどから「気象現象にしては形が一定すぎる」といった反論があったが、データに基づいた緻密な検討はなかった。『天の川について』では、プトレマイオスと自らの観測データを併せて用いて、天の川の視差（場所による見える角度のずれ）を吟味し、月よりも（おそらくは非常に）遠くにあるとしている。

### 数学
数学においては、主に幾何学の分野に功績を残し、代数学にはあまり関与していない。特に、アポロニウスやアルキメデスの仕事を発展させ、円錐曲線論および図形の面積や立体の体積の求積において重要な業績をのこしている。

### ナイル川治水構想
イブン・ハイサムが実現不可能だと悟り狂気を装う原因となった堰の建設計画だが、現代のエジプトではこのナイル治水構想がアスワン・ハイ・ダム計画に通じるアイデアだったと評価されている。イブン・ハイサムが現場を視察していない段階で堰を作るべき場所として目星をつけた地域はアスワン・ハイ・ダムの場所とほぼ一致しており、彼の洞察力と知識の確かさを裏付けるものだという。

### より詳しい文献
- Eckart, A. (2018). THE EARLY GREAT DEBATE: A COMMENT ON IBN AL-HAYTHAM‘S WORK ON THE LOCATION OF THE MILKY WAY WITH RESPECT TO THE EARTH. Arabic Sciences and Philosophy, 28(1), 1-30. doi:10.1017/S0957423917000078
- Kheirandish, E. (2009). Footprints of "Experiment" in Early Arabic Optics. Early Science and Medicine, 14(1/3), 79-104. Retrieved October 14, 2020
- Lindberg, D.C. The theory of Pinhole images from antiquity to the thirteenth century. Arch. Rational Mech. 5, 154–176 (1968).
- Raynaud, Dominique.  A Critical Edition of Ibn al-Haytham’s On the Shape of the Eclipse. 10.1007/978-3-319-47991-0 (2016).
- Omar, Saleh Beshara.  Ibn al-Haytham and Greek optics: a comparative study in scientific methodology.  PhD Dissertation, Univ. of Chicago, Dept. of Near Eastern Languages and Civilizations, June 1975.
- Rashed, R., Ibn al-Haytham and Analytical Mathematics A History of Arabic Sciences and Mathematics Volume 2, Routledge, 2013.
- Sabra, A. I., trans.  The Optics of Ibn al-Haytham. Books I-II-III: On Direct Vision. English Translation and Commentary. 2 vols. Studies of the Warburg Institute, vol. 40.  London: The Warburg Institute, University of London, 1989. ISBN 0-85481-072-2, https://archive.org/details/TheOpticsOfIbnAlHaythamBooksI
- Sabra, A. I., "The astronomical origin of Ibn al-Haytham’s concept of experiment," pp. 133-136  in Actes du XIIe congrès international d’histoire des sciences, vol. 3. Paris: Albert Blanchard, 1971; reprinted in A. I. Sabra,  Optics, Astronomy and Logic: Studies in Arabic Science and Philosophy. Collected Studies Series, 444. Aldershot: Variorum, 1994 ISBN 0-86078-435-5
- Sabra A.I. (2003) “ Ibn al-Haytham ’s Revolutionary Project in Optics: The Achievement and the Obstacle, ” Hogendijk J.P. and Sabra A.I., eds., The Enterprise of Science in Islam. Cambridge, MA: The MIT Press, pp. 85-118.
- Smith, A. Mark, ed. and trans.  Alhacen's Theory of Visual Perception: A Critical Edition, with English Translation and Commentary, of the First Three Books of Alhacen's De aspectibus, the Medieval Latin Version of Ibn al-Haytham's Kitāb al-Manāzir, 2 vols. Transactions of the American Philosophical Society, 91.4-5, Philadelphia, 2001. ISBN 0-87169-914-1
- SMITH, A. (2008). ALHACEN’S APPROACH TO ‘‘ALHAZEN’S PROBLEM’’. Arabic Sciences and Philosophy, 18(2), 143-163. doi:10.1017/S0957423908000520
- Smith, A. Mark, ed. and trans.  Alhacen on Refraction: A Critical Edition, with English Translation and Commentary, of Book 7 of Alhacen's De aspectibus,  2 vols. Transactions of the American Philosophical Society, 91.4-5, Philadelphia, 2010.
- 鈴木孝典, 月の模様に関するアラビアの論考 : イブン・アル=ハイサムの『月の模様について』, 東海大学紀要. 開発工学部 創刊号, 27-44, 1992-03-30